# سید حامد موسویان

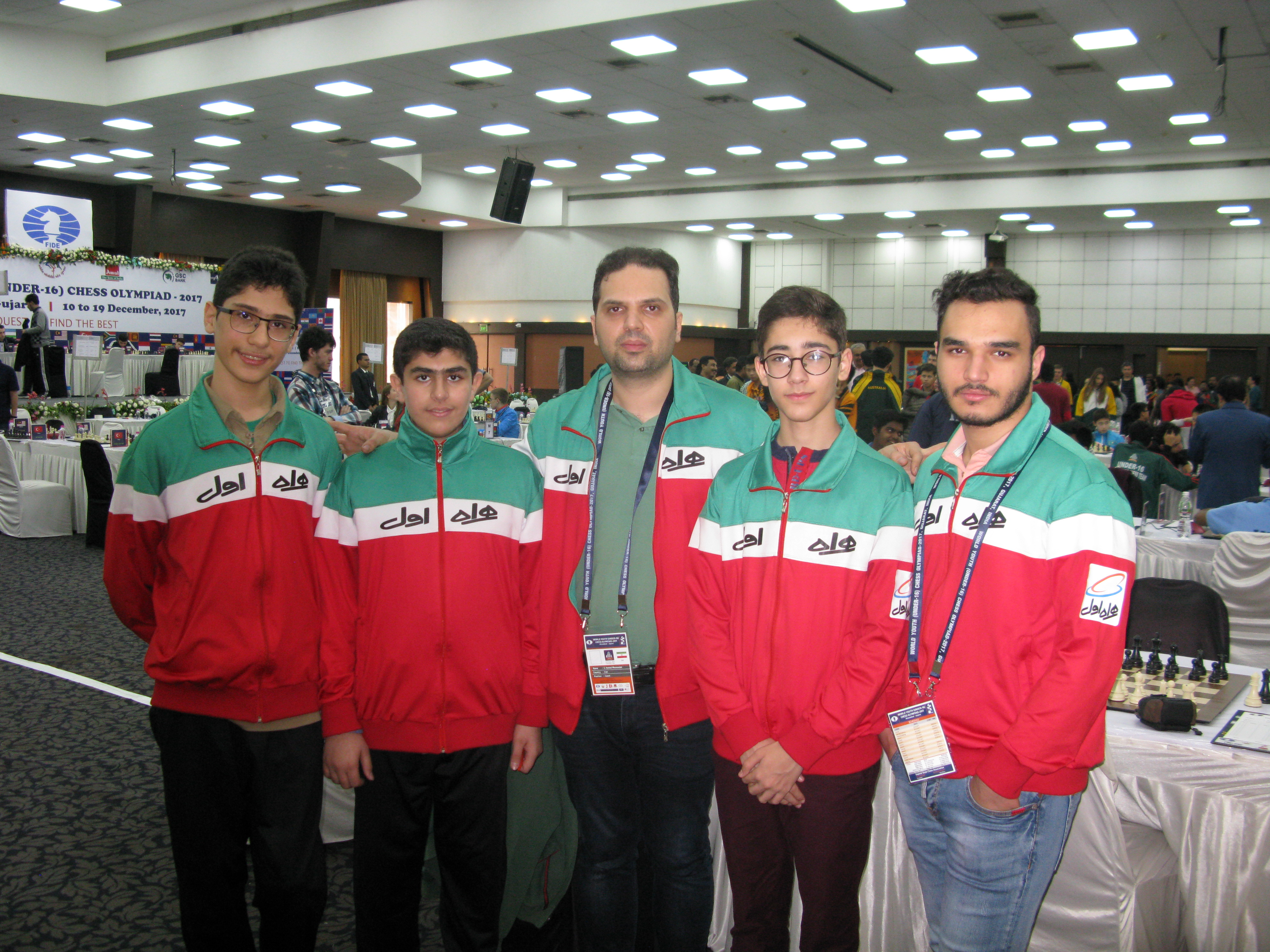
حامد موسویان در المپیاد نوجوانان جهان هند ۲۰۱۷

سید حامد موسویان (متولد ۲۶ فروردین ۱۳۶۴ در شهر رشت) استاد بین‌المللی، مربی ارشد فدراسیون جهانی شطرنج (فیده)
و داور فدراسیون بین‌المللی شطرنج می‌باشد.
موسویان در رقابت‌های تیمی قهرمانی شهرهای آسیا عضو تیم ملی بود و در پایان به همراه ایران قهرمانی رسید. وی در این رقابت‌ها علاوه بر طلای تیمی موفق به کسب مدال طلای میز سوم شد. موسویان در مسابقات بین‌المللی فجر ۲۰۰۹ در کیش هم امتیاز با قهرمان بلژیکی در جایگاه سوم ایستاد. موسویان سابقه چندین دوره حضور در لیگ برتر شطرنج و قهرمانی با تیم‌های فجر آتیه و آساسرای بابل در یازدهمین دوره این رقابت‌ها را در کارنامه دارد. او در جام بین‌المللی خزر که امروزه با نام کاسپین برگزار می‌شود نیز حضور داشته و در سال ۲۰۱۳ هم امتیاز با شوتا آزادالازه گرجستانی به دلیل امتیازشکنی کمتر نایب قهرمان شد.
موسویان بارها هدایت تیم‌های مختلف شطرنج ایران در رقابت‌های آسیایی و جهانی بر عهده داشته‌است. تیم ملی نوجوانان ایران در المپیاد آسیایی در سال ۲۰۱۶ که در چین برگزار شد تحت هدایت موسویان به مقام قهرمانی آسیا رسید. موسویان هدایت تیم نوجوانان ایران در المپیاد جهانی هند در سال ۲۰۱۷ را نیز بر عهده داشت که ایران به مدال برنز این رقابت‌ها دست یافت.
علاوه بر تیم‌های رده سنی، تیم ملی بانوان ایران نیز در المپیاد جهانی باتومی در سال ۲۰۱۸ زیر نظر او به میدان رفت و در پایان با قرار گرفتن در جایگاه ۱۴ جهان به کار خود پایان داد.